# República Democràtica Federal de Transcaucàsia
La República Democràtica Federativa de Transcaucàsia (RDFT, rus: Закавказская демократическая федеративная республика (ЗКДФР), transcrit Zakavkàzskaya demokratítxeskaya federatívnaya respúblika (ZKDFR); també coneguda com a Federació Transcaucasiana) (febrer 1918 – maig 1918) fou un estat de curta durada que comprenia els actuals estats d'Armènia, l'Azerbaidjan, i Geòrgia.
Després de la Revolució de febrer, el Govern Provisional Rus creà un Comité Especial Transcaucasià (особый Закавказский Комитет (ОЗАКОМ), osobyy Zakavkazskiy Komitet (OZAKOM)) per a governar la zona. Després de la revolució d'octubre fou substituït per la República Transcaucasiana i pel Comissariat Transcaucasià, que serà substituït per una federació.
El Sejm de Transcaucàsia es va convocar el 10 de febrer de 1918 i el cap fou el menxevic georgià Níkoloz Txkheïdze. El Sejm proclamà la república independent, democràtica i federativa de Transcaucàsia el 24 de febrer, reconeguda per l'imperi otomà el 28 d'abril tres dies després que la República acceptés el Tractat de Brest-Litovsk i es retirés de Kars. La federació es va dissoldre quan Geòrgia declarà la seva independència el 26 de maig. La República Democràtica d'Armènia i l'Azerbaidjan seguiren el seu exemple el 28 de maig.